# Medaille „Teilnehmer an der Operation in Syrien“
Die Medaille „Teilnehmer an der Operation in Syrien“ («Уча́стнику вое́нной опера́ции в Си́рии») ist eine Auszeichnung des Russischen Verteidigungsministeriums.

## Geschichte
Die Medaille wurde durch Ukas No. 732 des Russischen Verteidigungsministers am 30. November 2015 gestiftet. Im Zuge der Anpassung des gesamten Systems der Auszeichnungen des Russischen Verteidigungsministeriums durch Ukas No. 777 vom 14. Dezember 2017 wurde die Auszeichnung (u. a. das Band) geringfügig geändert, die Auszeichnung ansonsten aber übernommen.

## Verleihungspraxis

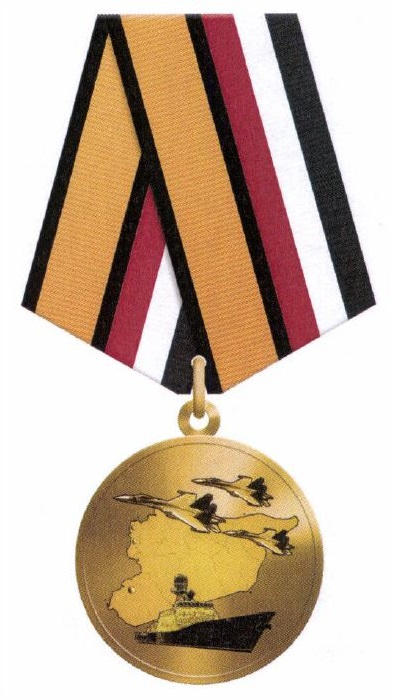
Medaille "Teilnehmer an der Operation in Syrien"

Die Medaille wird gemäß Statut an Soldaten und Zivilbedienstete der Russischen Streitkräfte verliehen
- „Für besondere Verdienste, Tapferkeit und persönlichen Einsatz“
- „Für die erfolgreiche Führung unterstellter Soldaten“
- „Für engagierte Arbeit und große Eigenleistung“

während der „militärischen Operation in der Syrischen Arabischen Republik“.
Grundsätzlich kann die Medaille über diesen Personenkreis hinaus auch an sonstige russische und ausländische Staatsbürger verliehen werden, die sich um den Erfolg der Operation der Russischen Streitkräfte in Syrien verdient gemacht haben.
Die Medaille wird durch den Verteidigungsminister der Russischen Föderation oder einem von ihm ernannten Stellvertreter samt Urkunde „in feierlichem Rahmen“ überreicht und verliehen.
So wurde beispielsweise die Medaille am 15. März 2016, 10 Uhr Moskauer Zeit, im Rahmen des Abzugappels auf dem Militärflugplatz Hmeimim, an alle am Appell teilnehmenden Soldaten durch den damaligen stellvertretenden Verteidigungsminister der Russischen Föderation, Nikolai Pankow, verliehen. Am 16. März 2016 wurde die Medaille an Piloten eines Geschwaders von Su-25-Erdkampfflugzeugen bei ihrer Rückkehr am Luftwaffenstützpunkt Primorsko-Achtarsk durch den Generalobersten Alexander Wiktorowitsch Galkin verliehen. Am 17. März 2016 wurde am Luftwaffenstützpunkt Tscheljabinsk Schagol ein Appell abgehalten, bei dem drei mit ihren Maschinen eingeflogene Su-24-Besatzungen (taktischer (Front-)Bomber Suchoi Su-24) durch den Generalmajor Oleg Makowezki verliehen bekamen.
Darüber hinaus wurde die Medaille seit Anfang 2016 an (russische) Zivilisten verliehen, die den Militärflugplatz Hmeimim besuchten. Am 8. Februar 2016 wurde die Medaille so auch an die in der Silvesternacht 2015/2016 in Hmeimim auftretenden Cheerleader der Gruppe „Русские богатыри“ und am 25. März 2016 an die Sängerin „Zara“ verliehen.
Aufgrund einer Ausschreibung des russischen Verteidigungsministeriums für 10.300 Medaillen kann davon ausgegangen werden, dass sich die Verleihungszahlen in etwa dieser Größenordnung bewegen.

## Trageweise
Die Medaille reiht sich von der deklarierten Wertigkeit her nach der Medaille „Michail Kalaschnikow“ ein, aber vor den sonstigen Auszeichnungen des russischen Verteidigungsministeriums, die nicht zum Führen des Titels „Veteran der Arbeit“ berechtigen.

## Sonstiges
Aus dem Band bzw. seinen Farben lässt sich erkennen, dass es sich um eine Auszeichnung des Verteidigungsministeriums handelt (orange-schwarze Farbe). Die rot-weiß-schwarze Farbgebung wurde aus der Flagge Syriens übernommen.

## Privilegien
Träger der Medaille sind berechtigt, den Titel "Veteran der Arbeit" («ветеран труда») zu führen, falls sie die verlangte Dienstzeit nachweisen können. (Gemäß dem russischen Veteranen-Gesetz (Федеральному закону РФ «О ветеранах»)).